# Jones Day
Jones Day is een internationaal, van oorsprong Amerikaans, advocatenkantoor met 41 vestigingen. In 2018 was het kantoor het op vier na grootste kantoor in de Verenigde Staten en het op twaalf na grootste kantoor wereldwijd.
Jones Day staat bekend om haar sterke Fusies & Overnames-afdeling. 

## Geschiedenis
Jones Day was opgericht onder de naam Blandin & Rice in 1893 by two vennoten, Edwin J. Blandin and William Lowe Rice, in Cleveland (Ohio). Frank Ginn voegde zich bij de vennoten in 1899 en het kantoor veranderde haar naam in Blandin, Rice & Ginn. Rice werd vermoord in 1910 en in 1912 werd Thomas H. Hogsett vennoot van het kantoor. 
Sinds 1986 breidt Jones Day wereldwijd uit. Zo fuseerde het met het kantoor Surrey & Morse en in latere jaren kwamen er vestigingen bij op strategische plaatsen zoals Brussel, Tokio en Miami. Sinds 2013 is Jones Day in Amsterdam gevestigd. 

## Clientèle
Jones Day heeft onder meer Goldman Sachs, Donald Trump, Suez en McDonald's bijgestaan. Daarnaast verleent Jones Day zeer veel pro bono-bijstand.